# Adénofibrome
 Mise en garde médicale
L'adénofibrome (ou fibroadénome) est une tumeur bénigne du sein composée de tissus fibreux et de tissus glandulaires atteignant la glande mammaire. Cette tumeur bénigne est la plus fréquente des tumeurs solides du sein. Elle survient essentiellement chez les jeunes femmes, souvent avant 30 ans, mais peut apparaître à tout âge.

## Signes et symptômes
L'adénofibrome du sein se caractérise par une consistance solide, ferme et bien limitée. Il se distingue d'autres tumeurs par sa forte mobilité. 
Ils mesurent généralement entre 2 et 3 cm de diamètre ; et peuvent être solitaires ou multiples, unilatéraux ou bilatéraux.

## Diagnostic

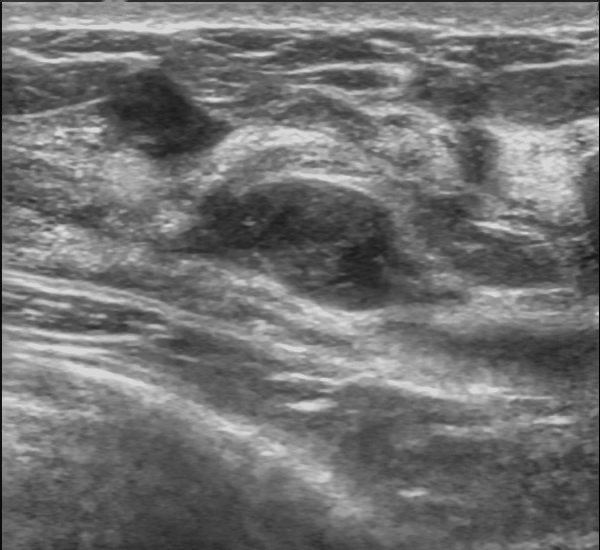
Echographie d'un adénofibrome de la glande mammaire.

L'adénofibrome peut être perçu par la femme elle-même par la palpation des seins (perception d'une petite boule au niveau du sein, unique et indolore) ou lors d'une consultation chez sa gynécologue mais l'examen clinique, l'exploration radiologique par la mammographie et l'échographie permettent de confirmer le diagnostic ; dans certains cas, l'analyse d'un prélèvement par cytoponction (prélèvement d'un échantillon de la tumeur par une ponction à l'aide d'une aiguille spécifique) ou, plus récemment, par microbiopsie, est nécessaire pour s'assurer de la nature bénigne de la tumeur.

## Étiologie et épidémiologie
Les adénofibromes représentent la tumeur du sein la plus fréquente chez l'adolescente. Leur incidence diminue avec l'âge et, généralement, ils apparaissent avant l'âge de 30 ans. Au cours de leur vie, 10 % des femmes auront un adénofibrome. Consécutivement au développement de l'imagerie du sein, les pathologies épithéliales bénignes du sein représentent une part croissante des diagnostics de pathologies mammaires. Une étude française réalisée entre 1990 et 2000 a montré que 53,7 % des chirurgies du sein concernent des lésions bénignes, quel que soit l'âge des femmes.
Les adénofibromes sont partiellement hormono-dépendants et régressent fréquemment après la ménopause.

## Traitement
Aujourd'hui, le mode de prise en charge de l'adénofibrome du sein dépend de plusieurs facteurs. Ainsi, la taille de l’adénofibrome, l’âge de la patiente au moment du diagnostic ou encore la douleur physique ou psychologique induite par celui-ci permettent de choisir entre l'abstention thérapeutique ou une intervention.
L'abstention thérapeutique requiert une surveillance régulière de la patiente pour suivre l’évolution de l’adénofibrome. 
Cette option est préconisée lorsque l'adénofibrome est détecté chez une femme de moins de 35 ans n'ayant pas d'historique de cancer du sein, en cas de concordance des examens cliniques, radiologiques et échographiques et de la biopsie, et si l’adénofibrome est de petite taille (inférieur à 3 cm) et qu'il n’est pas gênant,,,,
Dans les autres cas ou si la taille de l'adénofibrome augmente, la chirurgie est préconisée.
Une alternative, l'échothérapie, utilisant les ultrasons focalisés de haute intensité ou HIFU a récemment prouvé son efficacité dans le traitement des adénofibromes du sein. Cette méthode est non invasive et utilise la chaleur produite par les ultrasons pour détruire l'adénofibrome. 
Les ultrasons focalisés sont utilisés depuis longtemps dans le traitement de différents tissus tels que la prostate, le foie ou l'utérus où ils ont prouvé leur efficacité,,,.